# Луције Емилије Паул (конзул 219. п. н. е.)
Луције Емилије Паул (умро 216. п. н. е.) био је римски конзул 219. и 216. п. н. е. Предводио је римску војску у бици код Кане у којој је погинуо.

## Биографија
Луције је за конзула први пут изабран 219. године п. н. е. Колега му је био Марко Ливије Салинатор. Током свог првог мандата поразио је Деметрија Хварског и тиме окончао Други илирски рат. Због тога је награђен тријумфом приликом повратка у Рим. Три године касније Луције је поново изабран за конзула. Колега му је био Гај Теренције Варон. Римска република налазила се у опасности од картагинског војсковође Ханибала који јој је нанео пораз код Тицина, Требије и Тразименског језера. Тактика Фабија Максима довела је до тога да Ханибал остане без намирница те се морао повући у Кампанију. Тамо га је дочекала војска двојице конзула. Битка код Кане један је од највећих неуспеха старог Рима. Римска војска катастрофално је поражена. Луције Емилије Паул остао је да лежи на бојном пољу заједно са још 35.000 својих војника. 